# حراير (مسلسل)
حراير، مسلسل تلفزيوني كويتي إنتاج عام 2007 كتب قصته الدكتورة فوزية الدريع، وقام بكتابة السيناريو والحوار حمد الشهابي وأخراجه حسن سراب، وقام ببطولته أحمد السلمان، سعاد علي، خالد البريكي، عبير أحمد، أحلام حسن، محمد المنيع، لطيفة المجرن، إبراهيم القطان.

## فكرة المسلسل
يتناول العمل قضايا المجتمع المخملي والبحث الدائم عن السعادة الحقيقية إلى جانب مشاكل الطمع والأمراض النفسية وسن اليأس وغيرها من المشاكل الاجتماعية المتعددة.